# Шульгин, Александр Валерьевич
Александр Валерьевич Шульгин (род. 25 августа 1964, Иркутск) — российский композитор и автор песен, продюсер, предприниматель. Руководит группой компаний «Фамилия», осуществляющей деятельность в сфере медиа, издательского бизнеса и индустрии развлечений.

## Биография
Учился в средней школе № 73 Иркутска. После школы учился в ИГЛУ (Иркутский государственный лингвистический университет), НИ ИрГТУ (Национальный исследовательский Иркутский государственный технический университет), БГУЭП (Байкальский государственный университет экономики и права). Спустя много лет также учился в ПСТГУ (Православный Свято-Тихоновский гуманитарный университет), факультет богословия.
В 19 лет начал работать в составе советской рок-группы «Круиз». Альбомы группы в середине 1980-х были проданы 20 млн тиражом. После записи своего первого официального альбома «Круиз-1» в 1986 году группа начала гастролировать за рубежом и сотрудничать с компанией Warner Bros. В течение четырёх лет группа базировалась в Германии. За это время был записан альбом «Kruiz».
В 1989 году вернулся в СССР. Был организован кооператив «Shulgin», работавший в сфере интеллектуальной собственности, авторского права и музыкального издательства. Одними из первых исполнителей, с кем Шульгин начал сотрудничество как продюсер, была рок-группа «Телевизор». В какой-то момент стороны не смогли согласовать условия контракта, и альбом «Отчуждение» не был издан. Лишь спустя 25 лет он будет официально выпущен.
В том же 1989 году Шульгин стал сооснователем звукозаписывающей компании «Ладъ» (LAD), специализирующейся на классической музыке и имеющей один из самых больших каталогов российской классической музыки. Компания некоторое время выпускала записи неклассических исполнителей, среди которых Игорь Тальков (альбом «Россия»), «Лесоповал» (альбом «Вагон столыпинский») и другие.
Шульгин записал для Sony Classic пятнадцать больших произведений Московского государственного академического симфонического оркестра (п/у Павла Когана), запись и съёмки фестивалей «Интершанс», запись и съёмки музыкальных телефильмов для Canal+, BBC, создание музыки для телефильмов (в частности, композиция «Marry Christmas to the World», вошедшая в картину Кена Рассела «Alice in Russialand»).
В 1991 году познакомился с певицей Аллой Перфиловой, для которой придумал псевдоним Валерия. До 2002 года состояли в браке.
В 1992 году Шульгин занялся созданием Ассоциации компаний звукозаписи и дистрибуции «Бекар», объединившей все крупнейшие дистрибутивы. Позже из неё создал звукозаписывающую компания «Becar Records», позже известную как «Rec Records». Помимо звукозаписывающего и издательского отделения компания имела дистрибуционную сеть, а также собственное производство аудионосителей (MC и CD). Помимо своих собственных записей, на «Becar» Шульгин выпускал сторонние записи, среди которых одноимённый альбом группы «Сектор Газа», «Конечно он» Иванушек International, «Jazz» «Алиса».
В первой половине 1990-х являлся владельцем сети крупных магазинов бытовой техники.
В 1998 году основал компанию «Фамилия».
В 1998 году участвовал в реставрации архива Юрия Визбора. Примерно в то же время Шульгин начал сотрудничать с Олегом Митяевым. После ряда судебных процессов вдова Визбора Нина Тихонова вернула права на песни Юрия Визбора, а Олег Митяев — на свои собственные.
В 2000 году Шульгин создал мюзикл «Я», около года шедший на московских подмостках.
В 2002 году выступал в качестве автора и музыкального руководителя проекта «Стань звездой» на телеканале «Россия».
В 2003 году стал музыкальным руководителем третьей части «Фабрики звёзд» на «Первом канале».
В 2004 году стал соучредителем и акционером немецкого телеканала iMusicTV.
В 2005 году записал свой первый авторский альбом «Представление».
В декабре 2008 года вышел «Триптих» — три альбома инструментальной музыки, объединённых в один сборник. «Триптих» сочетает в себе стилистику чиллаута и урбанистического джаза.
В 2009 году был записан альбом-диптих «SKAZKA» состоящий из двух частей: 14 инструментальных пьес, написанных специально для арфы и виолончели — «SKAZKA FOR GIRLS», и 14 пьес для фортепиано — «SKAZKA FOR BOYS». В записи альбома принимали участие арфистка Luisa-Maria Cordell, виолончелист Julian Lloyd Webber, пианист Gary Husband, гитарист Steve Hackett (группа Genesis) и многие другие. Премьера альбома состоялась 4-го сентября 2013 года в московском планетарии.
В 2011 году написано музыкальное произведение «Сибирь, Байкал, Иркутск», что явилось подарком к 350-му юбилею родного города Шульгина. Запись исполнена в разных трактовках — для оркестра и хора, для оркестра, в эпической версии для оркестра и хора, в версии песни и в версии лаунж. Версии песен исполнили — 14-летняя школьница Елизавета Антонова и народный артист России, ведущий баритон Большого театра Владимир Редькин.
В начале 2010-х Шульгин написал музыку для телеканала «Спас», некоторых радиостанций и свыше 20 оригинальных песен и тем к 16-серийному фильму «Примадонна».
В 2016 году написал музыку и выступил сопродюсером короткометражного фильма «ШахМат» с Орнеллой Мути в главной роли.

## Общественная и экспертная деятельность
В 2003 году ввел понятие New Media Space \ Новая Среда Обитания.
С 2006 года — колумнист газеты «Взгляд». С 2010 года — колумнист информационно-музыкального портала NEWSmusic.ru.
Член многих общественных организаций, член Российского авторского общества. Имеет больше 20 патентов и регистрационных свидетельств.
Участвовал в реставрации более двухсот редких произведений русской звукозаписи, являющихся памятниками русской культуры, таких как хор храма Христа Спасителя (первый хор, до разрушения храма), «Русские духовные песнопения» Фёдора Шаляпина, «Песни сибирской каторги», «Золотые шлягеры эпохи самодержавия», «Лучшие цыганские песни и романсы середины XX века».
Оказывал помощь в реставрации и возрождении ряда православных храмов России, детских фондов, в создании студии Валаамского монастыря, где были записаны все альбомы хора братии монастыря.

## Личная жизнь
Первая супруга — певица Валерия. Развелись в середине февраля 2002 года из-за домашнего насилия со стороны Шульгина.
Дети: Анна Шульгина (21 июня 1993), Артемий Шульгин (25 августа 1994) и Арсений Шульгин (8 ноября 1998).
Внучка Селин Шульгина (род. 1 января 2021 г.), дочь Арсения Шульгина.
С детьми и внучкой отношений не поддерживает.
В 2003—2004 годах встречался с Юлией Михальчик.

## Награды и достижения
- В 2008 году награждён медалью ордена «За профессионализм и деловую репутацию».
- Награждён дипломом «Песня года» в 1994, 1995, 2000 и 2001, 2002 годах.

## Факты
- Является инвестором в венчурном фонде iTech Capital, который инвестирует в компании цифрового сектора[28].
- Является соучредителем консалтинговой швейцарской компании 5 Continent Consalting Group[29] , специализирующейся в IT-секторе, биотехнологиях и управлении финансами.
- Почётный член НБК АРБ[30].

## Сотрудничество с исполнителями
В разное время Александр Шульгин сотрудничал со следующими исполнителями:
- Телевизор (альбом «Отчуждение»)
- Моральный кодекс
- Алиса (альбом «Jazz»)
- Мумий Тролль (альбомы «Морская», «Икра», двойной альбом «Шамора»)
- Иванушки International (альбомы «Конечно он», «Твои письма»)
- Дмитрий Маликов (альбомы «100 ночей», «Страх полёта»)
- Господин Дадуда
- Олег Газманов (альбом «Москва. Лучшие песни»)
- Любэ (альбом «Комбат»)
- Мечтать (альбом «Лётчик»)
- Игорь Крутой, Ирина Аллегрова (альбом «Я тучи разведу руками»)
- Ирина Аллегрова (альбом «Императрица»)
- Александр Малинин (альбом «Буржуйские пляски»)
- Дмитрий Ревякин (альбом «Белый огонь»)
- Влад Сташевский
- Лена Зосимова
- На-На (альбом «На-Настальгия»)
- Геннадий Рябцев, Хор братии Валаамского монастыря
- Кристина Орбакайте (альбом «Ноль часов ноль минут»)
- Ирина Салтыкова (альбом «Голубые глазки»)
- Александр Буйнов (альбом «Пустой бамбук»)
- Натали
- СерьГа (альбом «СерьГа»)
- Рондо
- Крупский Сотоварищи (альбом «Чужие песни и несколько своих»)
- Вячеслав Малежик
- Грин Грей (альбом «Грин Грей»)
- Андрей Зуев (альбом «Флак»)
- Олег Митяев
- Татьяна Овсиенко
- Анастасия Широкова
- Gruppa-FM
- участники проекта «Фабрика звезд-3» — Юлия Михальчик, Никита Малинин, Александр Киреев, Руслан Курик, Ирина Ортман, Софья Кузьмина и др.
- Евгения Шанько
- Елена Шеремет — записано около 60 произведений, звучавших в хит-парадах Канады, которые вошли в 4 альбома: «Lady Sax», «Lady Sax — ремиксы», «Sax It Easy», «Sax It Up!».

## Дискография

### Альбом «The Taiga Symphony» (1992 год)
Исполнитель: Валерия
1. The Sky Belongs To Me
2. I Will Travel On
3. Song Of The City (Happening To Me)
4. Stay With Me
5. Believing
6. I Love New York
7. It’s Over
8. The Return
9. Show Me The Way
10. Looking Inward

### Альбом «Побудь со мною» (1992 год)
Исполнитель: Валерия
1. Отцвели хризантемы
2. Цветы
3. Как хороши те очи
4. Не позабудь былые увлеченья
5. Нищая
6. Только раз бывает в жизни встреча
7. Лебединая песня
8. Две розы
9. Не уходи (Побудь со мною)
10. Уголок
11. Калитка

### Альбом «Анна» (июнь 1995 года)
Исполнитель: Валерия
1. Москва слезам не верит (муз. А. Шульгин, слова А. Славоросов)
2. С добрым утром (муз. и слова А. Шульгин)
3. Обычные дела (муз. А. Шульгин, слова А. Славоросов)
4. Самолёт (муз. А. Шульгин, слова А. Шульгин, А. Зуев)
5. Золотая рыбка (муз. и слова А. Зуев)
6. Осени дым (муз. А. Барыкин, слова А. Славоросов)
7. Над Москвою чистое небо (муз. и слова А. Зуев)
8. Птицы летят на юг (муз. А. Шульгин, А. Зуев, слова А. Омельченко)
9. Бессонница (муз. А. Барыкин, слова А. Ахматова)
10. Небеса (муз. и слова А. Шульгин)
11. Не уходи (муз. и слова А. Зуев)
12. Воскресение (муз. и слова Г. Рябцев)
13. Кода

### Альбом «Фамилия, часть 1» (1997 год)
Исполнитель: Валерия
1. Кап-Кап (муз. А. Шульгин, В. Шульгина, сл. А. Шульгин)
2. Ночь нежна (А. Шульгин)
3. Так больно (А. Шульгин)
4. Пополам (муз. А. Шульгин, сл. О.Горшков)
5. Одинокая (А. Шульгин)
6. Это моя любовь (А. Шульгин)
7. Телефон (А. Шульгин)
8. Имя (А. Шульгин)
9. О том, что было (А. Шульгин)
10. Жаль (А .Шульгин)

### Альбом «Самое лучшее» (20 декабря 1999 года)
Исполнитель: Валерия
1. Ты где-то там (муз. А. Шульгин, слова Б. Болховецкий, А. Шульгин)
2. Обычные дела (муз. А. Шульгин, слова А. Славоросов)
3. Не забудь былые увлеченья
4. Кап-кап (муз. А. Шульгин, В. Шульгина, сл. А. Шульгин)
5. Жаль
6. О том, что было (А. Шульгин)
7. Небеса
8. Золотая рыбка
9. Моя Москва (А. Шульгин)
10. Самолёт
11. Пополам
12. Цветы
13. Птицы летят на юг
14. Ночь нежна
15. Осени дым
16. С добрым утром
17. Лебединая песня

### «Первый Internet-альбом» (20 декабря 2000 года)
Исполнитель: Валерия
1. Ты где-то там (jet mix) — (А. Шульгин, Б. Белховецкий)
2. Рига — Москва (galactic mix) — (А. Шульгин)
3. С добрым утром (whistle mix) — (А. Шульгин)
4. Это моя любовь (orange mix) — (А. Шульгин)
5. Ночь нежна (hornoin mix) — (А. Шульгин)
6. О том, что было (donemix) — (А. Шульгин)
7. Пополам (halfmix) — (А. Шульгин)
8. Метелица (club mix) — (А. Шульгин)
9. Телефон (truzzy mix) — (А. Шульгин)
10. Одинокая (J.mix) — (А. Шульгин)
11. Рига — Москва (vynil mix) — (А. Шульгин)
12. М. М. (instrumental B-mix) — (А. Шульгин)

### Альбом «Глаза цвета неба» (20 декабря 2001 года)
Исполнитель: Валерия
1. Не обижай меня (А. Шульгин)
2. Рига — Москва (А. Шульгин)
3. Таю (А. Шульгин)
4. Не обманывай (А. Шульгин)
5. Обручальная (А. Шульгин)
6. Больше чем жизнь (LOVE 68) (А. Шульгин)
7. С ангелом (муз. А. Шульгин, сл. Б. Болховецкий, А. Шульгин)
8. Метелица (А. Шульгин)
9. Ты где-то там (муз. А. Шульгин, слова Б. Болховецкий, А. Шульгин)
10. Мальчики не плачут (А .Шульгин)
11. Давным-давно (А. Шульгин)
12. Песня для тебя (А. Шульгин)

### Альбом «MADE IN RUSSIA» (2005 год)
Исполнитель: Алевтина Егорова
1. Made in Russia
2. Ребята
3. Страна
4. Караоке
5. Девочка в чате
6. Война
7. Имя на асфальте
8. Красила
9. Ты его не жди
10. Точка взлёта
11. Полмира
12. Москва
13. Не удержала
14. Зажигалочка

### Альбом «Примадонна» (8 декабря 2005 год)
Исполнитель: Алевтина Егорова

#### Диск 1
1. Примадонна
2. Если кто-то поймёт меня
3. Птицы белые
4. Прага
5. На ниточке. Театр эстрады
6. Сама
7. Буду любить я тебя вечно. Репетиция
8. Пирс. Тема Примадонны
9. Какая ночка тёмная. Переход
10. Мода
11. Америка
12. Первый взгляд
13. Судьба
14. Тема женского счастья. Утро
15. Птицы белые. Тема. Гитара
16. На ниточке. Тема. Саксофон
17. Тема любви
18. Стреляй
19. Погоня.

#### Диск 2
1. Женское счастье
2. Я женщина
3. Какая ночка тёмная
4. Первый взгляд
5. Буду любить тебя я вечно
6. Мода. Подиум
7. Птицы белые. Концерт
8. На ниточке. Фортепиано
9. Новый день
10. Предчувствие. 7/4. Тема Примадонны
11. Как моя любовь
12. Стриптиз
13. Если кто-то поймёт меня. Переход
14. Тема любви
15. Птицы белые. Тема. Саксофон
16. Освобождение. Тема Примадонны
17. Девочка на проводе
18. На ниточке. Тема. Саксофон. Remix
19. Примадонна

### Альбом «Представление» (18 августа 2005 года)
Исполнители: Алевтина Егорова; Елена Никитаева; Александр Шульгин
1. Искоростень
2. Певица
3. Гламур
4. Небо над Питером
5. Одноразовая любовь
6. Солнцеворот. Закат
7. Крыльями белыми
8. Гений
9. С добрым утром
10. Теряю
11. Поезд
12. Балерина
13. Солнцеворот. Рассвет
14. Вино
15. Реквием

### Альбом «Lady Sax» (12 ноября 2005 года)
Исполнитель: Елена Шеремет
1. Полёт на воздушном шаре
2. Самолёт
3. Ты где-то там
4. Это было
5. Питер
6. Ангарская румба
7. Нечаянная встреча
8. Небо над Питером
9. Птицы белые
10. Зажигалочка

### Альбом «Lady Sax — ремиксы»
Исполнитель: Елена Шеремет
1. Это было
2. Полёт
3. Самолёт
4. Нечаянная встреча — dance mix
5. Небо над Питером
6. Ты где-то там
7. Питер
8. Птицы белые
9. Ангарская румба
10. Нечаянная встреча
11. Зажигалочка

### Альбом «Sax It Easy» (30 августа 2006 года)
Исполнитель: Елена Шеремет
1. Melting (Таю)
2. Exchanging (Меняю)
3. Half of the world (Полмира)
4. Whiteness (Белоснежность)
5. Pina Colada (Пина Колада)
6. Stairway to the sun (Лестница к солнцу)
7. Theorem of love (Теорема любви)
8. White wings (Крыльями белыми)
9. Something common (Обычные дела)
10. On a string (На ниточке)
11. Sunset in Puntarenes (Закат в Пунтаренесе)

### Альбом «Sax It Up!» (30 августа 2006 года)
Исполнитель: Елена Шеремет
1. Half of the world (Полмира)
2. Exchanging (Меняю)
3. White wings (Крыльями белыми)
4. Melting (Таю)
5. Stairway to the sun (Лестница к солнцу)
6. Pina Colada (Пина Колада)
7. Something common (Обычные дела)
8. Whiteness (Белоснежность)
9. Theorem of love (Теорема любви)
10. On a string (На ниточке)
11. Sunset in Puntarenes (Закат в Пунтаренесе)

### Произведения, не вошедшие в альбомы
1. «Merry Christmas to the world» (муз. А. Шульгин, сл. Niles Richard)
2. Она одна (муз. А. Шульгин, сл. Б. Болховецкий)
3. Очарованная тобою (А. Шульгин)
4. 129 (Сто двадцать девять) (муз. А. Шульгин, сл. А. Славоросов)

### Произведения для отдельных исполнителей
Анастасия Широкова:
1. А я … (А. Шульгин)
2. Это ли любовь? (А. Шульгин)
3. Звезда (А. Шульгин)
4. Каменеем (А. Шульгин)
5. Открой (А Шульгин)
6. От меня до тебя (А. Шульгин)

Татьяна Овсиенко:
1. Где-то (А. Шульгин)
2. Ты теряешь (А. Шульгин)

Александр Буйнов:
1. Летняя (А. Шульгин)
2. Лови (А. Шульгин)
3. Переворот (Самолет 2) (А. Шульгин)
4. Человеку должно быть комфортно (А. Шульгин)
5. Ну что сказать (А. Шульгин)
6. Парле Франсе (А. Шульгин)
7. Он никого не любил (А. Шульгин)
8. Песня о настоящей любви (А. Шульгин)
9. Теорема (А. Шульгин)
10. Посмотри вокруг себя (А. Шульгин)

Фабрика звёзд-3:
1. Фабрика на Первом (А. Шульгин)
2. С Новым Годом! (авторы: И. Желнова, Н. Малинин, А. Киреев, А. Шульгин)
3. Маша+Саша (муз. А.Киреев, Н. Малинин, сл. И. Желнова, Н. Малинин, А.Киреев, А. Шульгин)
4. Время (муз. А. Шульгин, сл. А. Шульгин)
5. Боле сих любы (муз. И слова — А. Шульгин)
6. Птица (А. Шульгин)
7. Голоса (А. Шульгин)
8. Питер (А. Шульгин)
9. La mia Anima (А. Шульгин)
10. Письмо (А. Шульгин)
11. Ночь любви (муз. А.Киреев, сл. А.Киреев, А. Шульгин)
12. Маленький мальчик (А. Шульгин)
13. Мир, который подарил тебя (муз. А.Киреев, сл. А. Шульгин, А.Киреев)
14. 2 часа (А. Шульгин)
15. Я врать девчонке не смогу (А. Шульгин)
16. Задержаться и замёрзнуть в облаках (муз. Д. Голубев, А.Киреев, А. Шульгин, сл. Д. Голубев)
17. Мгновение (А. Шульгин)
18. Синие глаза (А. Шульгин)
19. Меняю (А. Шульгин)
20. Зря (А. Шульгин)
21. Прости (А. Шульгин)
22. Виражи (А. Шульгин)
23. Для неё (А. Шульгин)
24. Котёнок (А. Шульгин)
25. Танцуй (А. Шульгин)
26. Хочу любить (муз. Н.Малинин, А. Шульгин, сл. Д. Вощанко)
27. Первое свидание (А. Шульгин)
28. Она (она сводит с ума) — (муз. Н. Малинин, М,Васильев, сл. А. Шульгин)

Другие правила:
1. Гонки (Паровоз! Пароход!) — муз. Е.Курицын, сл. А. Шульгин
2. Другие правила — муз. Е.Курицын, сл. А. Шульгин
3. 2 слова (муз. Е.Курицын, сл. А. Шульгин)
4. Как умеешь (муз. Е.Курицын, сл. А. Шульгин)
5. Леди? (муз. Е. Курицын сл. А. Шульгин)
6. Сказка (муз. Е.Курицын, сл. А. Шульгин)
7. Лети! Беги! (муз. Е.Курицын, сл. А. Шульгин)
8. Ночная (муз. Е.Курицын, сл. А. Шульгин)
9. Опера (муз. Е.Курицын, сл. А. Шульгин)
10. Тайна (муз. Е.Курицын, сл. А. Шульгин)
11. Танцы вам (муз. Е.Курицын, сл. А. Шульгин)

### Альбом «Триптих» (декабрь 2008 года)

#### Триптих. Shulgin’s Songbook. Часть I
«Триптих. Shulgin’s Songbook. Часть I» — инструментальный альбом настроенческой музыки, романтический lounge, записанный с известнейшими английскими инструменталистами, среди которых Саймон Рашби (Simon Rushby), Стив Кинг (Steve King), Джон Хоуэлс (Jon Howells). Лидирующая партия гитары — Пол Дрю (Paul Drew). Запись была произведена в течение весны 2008 года в английской студии DWB Music, расположенной в экологически чистом районе Лондона, где пишется экологически чистая музыка. Продюсеры записи — молодые английские продюсеры Пол Дрю (Paul Drew), Грег Ваттс (Greig Watts) и Пит Берринджер (Pete Barringer), работающие с широким спектром стилей — от поп и рок-музыки до академической музыки.
1. Примадонна (Paul Drew, Simon Rushby, Steve King, Jon Howells, Alexander Shulgin)
2. Вонми (Paul Drew, Simon Rushby, Steve King, Jon Howells, Alexander Shulgin)
3. Ромашка (Paul Drew, Simon Rushby, Steve King, Jon Howells, Alexander Shulgin)
4. Было ли не было (Paul Drew, Simon Rushby, Steve King, Jon Howells, Alexander Shulgin)
5. Всё течёт меняется (Paul Drew, Simon Rushby, Steve King, Jon Howells, Laura Whittle, Alexander Shulgin)
6. Небосклон (Paul Drew, Simon Rushby, Steve King, Jon Howells, Alexander Shulgin)
7. Ты ему так нужна! (Paul Drew, Simon Rushby, Steve King, Jon Howells, Laura Whittle, Alexander Shulgin)
8. Не твоя любовь (Paul Drew, Simon Rushby, Steve King, Jon Howells, Alexander Shulgin)
9. Моя Москва (Paul Drew, Simon Rushby, Steve King, Jon Howells, Chris «Beebe» Aldridge, Alexander Shulgin)
10. Сама (Paul Drew, Simon Rushby, Steve King, Jon Howells, Alexander Shulgin)
11. Вспоминая завтра (Paul Drew, Simon Rushby, Steve King, Jon Howells, Alexander Shulgin)
12. Улыбаясь глазами (Paul Drew, Simon Rushby, Steve King, Jon Howells, Alexander Shulgin)
13. Только ты (Paul Drew, Simon Rushby, Alexander Shulgin)

#### Триптих. Shulgin’s Songbook. Часть II
«Триптих. Shulgin’s Songbook. Часть II» — фортепианный альбом в исполнении Гари Хазбенда (Gary Husband), стиль исполнения музыки — в духе минимализма. Один из треков альбома, инструментальный дует, был записан с большой звездой мировой джазовой музыки, лучшим гитаристом Англии и одним из лучших гитаристов мира Мартином Тейлором (Martin Taylor). Запись была произведёна в конце лета 2007 года в студии в Лондоне. Продюсер записи — Ричард Найлс (Richard Niles).
1. Лестница к солнцу (Gary Husband, Alexander Shulgin)
2. Примадонна (Gary Husband, Alexander Shulgin)
3. Птицы белые (Gary Husband, Alexander Shulgin)
4. Как моя любовь (Gary Husband, Alexander Shulgin)
5. Вернёшься (Gary Husband, Alexander Shulgin)
6. Летаем, Мечтаем (Gary Husband, Alexander Shulgin)
7. Моя любовь к тебе (Gary Husband, Alexander Shulgin)
8. Метелица (Gary Husband, Alexander Shulgin)
9. Было Красиво Будет (Gary Husband, Alexander Shulgin)
10. Боле сих Любы (Gary Husband, Alexander Shulgin)
11. Вино (Gary Husband, Alexander Shulgin)
12. Sentimento Paterno (Gary Husband, Alexander Shulgin)
13. Тема женского счастья (Gary Husband, Martin Taylor, Alexander Shulgin)

#### Триптих. Shulgin’s Songbook. Часть III
«Триптих. Shulgin’s Songbook. Часть III» — альбом в стиле «smooth jazz», записанный известнейшими мировыми джазовыми музыкантами, такими, как Билли Кобам (Billy Cobham), Джон Патитуччи (John Patitucci), Боб Джеймс (Bob James), Боб Минцер (Bob Mintzer) и др. Запись была произведёна весной и летом 2007 года на студиях Лондона и Нью-Йорка Продюсер записи — легендарный Ричард Найлс (Richard Niles), работавший с такими исполнителями, как Лучано Паваротти, Пол МакКартни, Пэт Метини, группа Pet Shop Boys и др.
Альбом «Триптих» получил хорошие отзывы в России и Америке.
1. Осень (Snake Davis, Richard Niles, Gary Husband, Janek Gwizdala, Alexander Shulgin)
2. Лови (Snake Davis, Richard Niles, Gary Husband, Janek Gwizdala, Alexander Shulgin)
3. Самолёт (Bob Mintzer, Richard Cottle, Richard Niles, Gary Husband, Janek Gwizdala, Alexander Shulgin)
4. Небеса (Richard Cottle, Snake Davis, Richard Niles, Gary Husband, Janek Gwizdala, Alexander Shulgin)
5. Зима (Gregoire Maret, Richard Cottle, Snake Davis, Richard Niles, Gary Husband, Janek Gwizdala, Alexander Shulgin)
6. Ночь нежна (Billy Cobham, Richard Cottle, Snake Davis, Richard Niles, Janek Gwizdala, Alexander Shulgin)
7. Полёт на воздушном шаре (Bob James, Snake Davis, Richard Niles, Gary Husband, Janek Gwizdala, Alexander Shulgin)
8. Небо над Питером (Richard Cottle, Snake Davis, Richard Niles, Gary Husband, Janek Gwizdala, Alexander Shulgin)
9. Рига — Москва (Kim Chandler, Richard Cottle, Snake Davis, Richard Niles, Gary Husband, Janek Gwizdala, Alexander Shulgin)
10. Лето (John Patitucci, Kim Chandler, Richard Cottle, Snake Davis, Richard Niles, Gary Husband, Alexander Shulgin)
11. Певица (Richard Cottle, Snake Davis, Richard Niles, Gary Husband, Janek Gwizdala, Alexander Shulgin)
12. Посмотри вокруг себя (Richard Cottle, Snake Davis, Richard Niles, Gary Husband, Janek Gwizdala, Alexander Shulgin)
13. Весна (Richard Cottle, Snake Davis, Richard Niles, Gary Husband, Janek Gwizdala, Alexander Shulgin)
14. Бразильское лето (Richard Cottle, Snake Davis, Richard Niles, Gary Husband, Janek Gwizdala, Alexander Shulgin)

### Диптих «SKAZKA» (4 сентября 2013 года)

#### Диск 1: SKAZKA FOR GIRLS
Luisa-Maria Cordell — арфа , Julian Lloyd Webber — виолончель
1. Skazka for girls № 1
2. Skazka for girls № 2
3. Skazka for girls № 3
4. Skazka for girls № 4
5. Skazka for girls № 5
6. Skazka for girls № 6
7. Skazka for girls № 7
8. Skazka for girls № 8
9. Skazka for girls № 9
10. Skazka for girls № 10
11. Skazka for girls № 11
12. Skazka for girls № 12
13. Skazka for girls № 13
14. Skazka for girls № 14

#### Диск 2: SKAZKA FOR BOYS
Gary Husband — фортепиано , Steve Hackett — гитара
1. Skazka for boys № 1
2. Skazka for boys № 2
3. Skazka for boys № 3
4. Skazka for boys № 4
5. Skazka for boys № 5
6. Skazka for boys № 6
7. Skazka for boys № 7
8. Skazka for boys № 8
9. Skazka for boys № 9
10. Skazka for boys № 10
11. Skazka for boys № 11
12. Skazka for boys № 12
13. Skazka for boys № 13
14. Skazka for boys № 14